# بتی بائو لرد
بتی بائو لرد (انگلیسی: Bette Bao Lord؛ زادهٔ ۳ نوامبر ۱۹۳۸) رمان‌نویس، نویسنده چینی-آمریکایی داستان کوتاه، و فعال مدنی در زمینه حقوق بشر و دموکراسی است.

## زندگی‌نامه
لرد در شانگهای چین متولد شد. با مادر و پدرش، دورا و سندیز بائو و خواهر کوچکترش، کتی بائو بین زندگی می‌کرد، او در سن هشت سالگی همراه با خانواده و پدرش که برای گذراندن یک دوره آموزش مهندسی در سال ۱۹۴۶ توسط دولت چین به آمریکا فرستاده شد، به ایالات متحده آمریکا آمد. اما در سال ۱۹۴۹ به دنبال پیروزی مائو تسه‌تونگ در جنگ داخلی چین، لرد با خانواده اش در ایالات متحده با بحران مواجه شده و اقامت گزیدند.
لرد به همین منظور تجربیات دوران کودکی خود را به عنوان یک مهاجر چینی در ایالات متحده پس از جنگ جهانی دوم در یک کتاب کودکان با نام «سال گراز و جکی رابینسون» به رشته تحریر درآورد. در این کتاب او تلاش‌های خود را برای فراگیری زبان انگلیسی و پذیرش همکلاسی‌هایش و نحوه موفقیت او با کمک گرفتن از ورزش بیس بال و جکی رابینسون توصیف می‌کند.
لرد به کالج بروکلین در نیوجرسی رفت. او لیسانس علوم سیاسی خود را از دانشگاه تافتس در سال ۱۹۵۹ و مدرک کارشناسی ارشد خود را از دانشکده حقوق و دیپلماسی فلچر در سال ۱۹۶۰ اخذ کرد.